# Liste der Straßen im Bonner Ortsteil Kessenich
Die Liste der Kessenicher Straßen listet alle heutigen Straßen im Bonner Stadtteil Kessenich auf und erklärt deren Namensherkunft und -bedeutung sowie die Lage der jeweiligen Straße.

## A
Ahrweg
Zwischen Eduard-Otto-Straße und Rheinstraße. Benannt im Dezember 1926 nach der Ahr, Nebenfluss des Rheins.
Albert-Fischer-Straße
Zwischen August-Bier-Straße und Reuterstraße. 2016 benannt nach Albert Fischer.
Aloys-Schulte-Straße
Zwischen Eduard-Otto-Straße und Reuterstraße. Ab Januar 1978 benannt nach Aloys Schulte (1857–1941), deutscher Historiker und Professor an der Friedrich-Wilhelms-Universität Bonn. Vorher hieß die Straße ab 1907 Scharnhorststraße.
Alter Fahrweg
Der Alte Fahrweg ist ein Waldweg der vom Venusberg bergab in Richtung Poppelsdorf führt. Er liegt hauptsächlich auf dem Gebiet der Stadtteile Venusberg und Poppelsdorf. In einer Schleife befindet sich ein kleiner Abschnitt des Weges auf dem Gebiet des heutigen Kessenich. Erstmals erwähnt wurde der Alte Fahrweg 1892, vorher hieß er nur Fahrweg.
Am Buchenhang
Stichstraße des Rosenburgweges, die zum Kessenicher Bergfriedhof führt. Benannt im Dezember 1926.
Am Siepen
Stichstraße der Mechenstraße. Benannt im Dezember 1972. Der Name ist vom Flurnamen Siepen, Siefen oder Seifen (mittelhochdeutsch: feuchtes Bachtal) abgeleitet.
An der Casselsruhe
An der Casselsruhe ist ein Waldweg zwischen dem Hauweg und dem Bodelschwinghweg. Er befindet sich zum größten Teil auf dem Gebiet des Bonner Stadtteils Venusberg. Bevor er auf den Hauweg mündet, bildet er aber für etwa 200 Meter die Grenze zwischen Kessenicher Gebiet und Venusberg. Seinen Namen trägt der Weg seit 1978. Er wurde nach der Casselsruhe benannt, welche sich an diesem Weg befindet. Ihr Name geht zurück auf den ehemaligen Poppelsdorfer Bürgermeister Johann Heinrich Cassel (1794–1875), zu dessen 25-jährigem Dienstjubiläum die Gemeinde ihm an seinem Lieblingsplatz auf dem Venusberg eine Ruhebank errichten ließ. An dieser Stelle, im Volksmund „Casselsruhe“ genannt, etablierte sich wenige Jahre später eine Gaststätte, die in den folgenden Jahren mehrfach durch Neubauten ersetzt wurde. Zwischen 1956 und 1978 hieß ein Abschnitt dieses Weges Tannenallee.
Argelanderstraße
Die Argelanderstraße befindet sich zwischen der Poppelsdorfer Allee und dem Treppenaufgang zur Heinrich-Lützeler-Straße und bildet im Abschnitt zwischen jenem Treppenaufgang und der Reuterstraße die Grenze Kessenichs zu Poppelsdorf. Die Straße, die erstmals 1881 erwähnt wurde, ist nach dem deutschen Astronom Friedrich Wilhelm August Argelander (1799–1875) benannt. Dieser war Professor an der Universität Bonn und Gründer der Bonner Sternwarte.
Auf der Steige
Stichstraße der Bergstraße, die ihren aktuellen Namen seit Januar 1978 trägt. Vorher hieß sie ab 1935 Am Berghang.
August-Bier-Straße
Zwischen Bonner Talweg und Oskar-Walzel-Straße. Benannt nach August Bier (1861–1949), deutscher Chirurg und Hochschullehrer, der Anfang des 20. Jahrhunderts an der Uni Bonn und im St.-Johannes-Hospital tätig war. Die Straße trägt ihren Namen seit Januar 1978, vorher hieß sie Gneisenaustraße (erstmals erwähnt im Jahr 1907). Hierbei handelte es sich jedoch anfangs nur um den Abschnitt zwischen der heutigen Hausdorffstraße und der heutigen Burbacher Straße. Die restlichen Teilabschnitte der heutigen August-Bier-Straße kamen durch Beschlüsse des Hauptausschusses vom 3. Februar 1928 und des Rates vom 20. Juni 1968 später zur Gneisenaustraße hinzu.

## B
Bergstraße
Die östliche Begrenzung der Bergstraße bildet die Karl-Barth-Straße. Im Westen endet die Bergstraße im Wald und verläuft als steiler Waldweg weiter bis zur Robert-Koch-Straße auf dem Venusberg. Offiziell trägt sie ihren heutigen Namen seit dem 15. Juli 1904. Vorherige Namen waren Kallengasse (Abschnitt zwischen Im Sonnenpütz und Mechenstraße; Erste Erwähnung 1822; Kalle bezeichnete einen Wasserverlauf in einer Rinne), Marienstraße (Abschnitt zwischen Mechenstraße und Burbacher Straße), Mertemannsgasse / Mördermannsgasse (Vorgänger der Marienstraße bis vor 1891; Der Legende nach sollen hier die römischen Legionäre Cassius und Florentius getötet worden sein. Möglicherweise fand dies aber auch an der Endenicher Marterkapelle statt), Wilhelmstraße (Abschnitt zwischen Burbacher Straße und Karl-Barth-Straße; Benannt nach Wilhelm Bennauer, Bürgermeister der Bürgermeisterei Poppelsdorf) und Heimelsheckerweg (Bis 1900 Vorgänger der Wilhelmstraße).
Blücherstraße
Verbindungsstraße zwischen dem Jagdweg in Poppelsdorf und der Johannes-von-Hanstein-Straße in Kessenich. Nur der kurze Abschnitt zwischen Argelanderstraße und Johannes-von-Hanstein-Straße befindet sich auf dem Gebiet Kessenichs. Benannt wurde sie nach Gebhard Leberecht von Blücher, einem preußischen Generalfeldmarschall ohne Bezug zu Bonn.
Bonner Talweg
Zwischen Poppelsdorfer Allee und Rosenburgweg / Nikolausstraße. Zu Kessenich gehört der Abschnitt zwischen Reuterstraße und Rosenburgweg / Nikolausstraße. Erstmals erwähnt wurde der Bonner Talweg 1848. Zwischen 1922 und 1924 hieß er Karl-Legien-Straße. Der oberste Teil in Kessenich hieß möglicherweise früher Profgasse.
Burbacher Straße
Zwischen Reuterstraße und Bergstraße. Hier befand sich ein Hof des Klosters Mariabrunn in Burbach, einem Ortsteil von Hürth. 1904 wurde der Abschnitt zwischen Berg- und Pützstraße, der vorher seit mindestens 1722 Kreuzstraße/Kreuzgasse hieß in Burbacher Straße umbenannt. Der Abschnitt zwischen Pütz- und Reuterstraße kam erst 1972 dazu und hieß davor Burgstraße.
Büttinghausenstraße
Zwischen Burbacher Straße und Mechenstraße. Benannt im Oktober 1974 nach Ferdinand Büttinghausen (1868–1929), Gründer der Freiwilligen Feuerwehr Kessenich im Jahre 1888 und 41 Jahre lang deren Oberbrandmeister. Der Abschnitt zwischen Mechenstraße und Hausdorffstraße hieß zwischen 1928 und 1974 Kinkelstraße, der zwischen Hausdorffstraße und Burbacher Straße hieß, ebenfalls seit 1928 Schurzstraße. Gottfried Kinkel (1815–1882) war ein deutscher Theologe, Schriftsteller und Politiker und Professor an der Universität Bonn. Sein Freund Carl Schurz war ein deutsch-amerikanischer Politiker und Revolutionär und Mitte des 19. Jahrhunderts Student der Philologie und Geschichte in Bonn. Schurz befreite Kinkel während der Märzrevolution aus einem Spandauer Zuchthaus.

## E
Eduard-Otto-Straße
Zwischen Bonner Talweg und Ahrweg / Franz-Lohe-Straße. Die Eduard-Otto-Straße trägt ihren Namen seit Januar 1978. Benannt wurde sie nach dem Pädagogen Eduard Otto. Vor 1987 hieß die Straße Sandtstraße, benannt nach den Bonner Landräten Karl von Sandt (1826–1890) und Sohn und Nachfolger Max von Sandt (1861–1918). Beide zusammen hielten das Amt des Landrats insgesamt 49 Jahre inne.
Erftweg
Zwischen Gierenweg und dem Park Wasserland. Benannt im April 1954 nach der Erft, Nebenfluss des Rheines.

## F
Franz-Bücheler-Straße
Verbindungsstraße zwischen dem Rheinweg und der Karl-Barth-Straße. Benannt im Jahre 1953 nach Franz Bücheler (1837–1908), einem deutschen Philologen und Professor an der Universität Bonn.
Franz-Lohe-Straße
Zwischen August-Bier-Straße und Eduard-Otto-Straße / Ahrweg. Benannt im Mai 1955 nach Franz Xaver Lohe (1778–1840), der von 1805 bis 1840 Pfarrer in Kessenich war.
Füssenichgasse
Fußweg zwischen Burbacher Straße und Hugo-Haelschner-Straße. Benannt im Dezember 1984 nach einer alten Kessenicher Familie, die zurückgeht bis ins Jahr 1875. Der Malerbetrieb Josef Füssenich GmbH & Co KG befindet sich heute (2020) direkt gegenüber der Gasse in der Burbacher Straße.

## G
Geißlerstraße
Die Straße zwischen Luisenstraße und Julius-Plücker-Straße sowie der Fußweg bzw. Privatweg, der an die Straße anschließt und noch über die Lotharstraße hinausgeht. Benannt nach Heinrich Geißler (1814–1879), deutscher Physiker und Ehrendoktor der Universität Bonn.
Gerhard-Samuel-Straße
Zwischen August-Bier-Straße und Albert-Fischer-Straße. 2016 benannt nach Gerhard Samuel (1924–2008), Komponist, Geiger und Dirigent.
Gierenweg
Zwischen Karl-Barth-Straße und Moselweg / Siegweg. Im Jahr 1892 erstmals im Adressbuch erwähnt. Der Flurname Aufm Geiren oder Girren bezeichnet die Form eines Feldes als ein spitz zulaufendes, dreieckiges und keilförmiges Eckstück. Urkundlich erwähnt wurde der Gierenweg bereits im Jahr 1600. Ursprünglich führte er über die Bahn hinaus bis zur Walter-Flex-Straße (heute: Genscherallee), die heute zum Stadtteil Gronau gehört.
Graf-Galen-Straße
Verbindungsstraße zwischen der Luisenstraße und der Heinrich-Körner-Straße. Benannt im August 1949 nach Clemens August Graf von Galen (1878–1946), Bischof von Münster, der gegen die Euthanasie im Nationalsozialismus predigte.
Graf-Stauffenberg-Straße
Die Graf-Stauffenberg-Straße führt vom Bonner Talweg die ersten Höhenmeter des Venusbergs hoch, bis zur Einmündung der Heinrich-Lützeler-Straße. An dieser Stelle befindet sich die Grenze zu Poppelsdorf und ab hier geht die Graf-Stauffenberg-Straße nahtlos in die Robert-Koch-Straße über, die bis auf das Hochplateau des Venusberges führt. Benannt wurde die Straße im Oktober 1958 nach Claus Schenk Graf von Stauffenberg, Offizier, Widerstandskämpfer gegen den Nationalsozialismus sowie Hitler-Attentäter. Bis 1962 hieß nur der kleine Abschnitt zwischen Bonner Talweg und Lotharstraße Graf-Stauffenberg-Straße.
Gregor-Mendel-Straße
Stichstraße des Rosenburgwegs, an die sich ein Fußweg bis zur Graf-Stauffenberg-Straße anschließt. Benannt wurde die Straße im Juni 1951 nach Gregor Johann Mendel (1822–1884), Augustiner-Mönch, Theologe, Naturwissenschaftler und Begründer der Mendelschen Regeln. Vor 1951 hieß die Gregor-Mendel-Straße inoffiziell Hangstraße.

## H
Hans-Riegel-Straße
Verbindungsstraße zwischen der Bergstraße und Urstadtstraße / Hermann-Milde-Straße. Benannt wurde die Straße im Oktober 1956 nach Hans Riegel (1893–1945), dem Begründer des ursprünglichen Haribo-Werkes in Kessenich. Das Werk befindet sich heute (2014) immer noch an der Hans-Riegel-Straße. Vor 1956 gehörte die Straße zum Langwartweg, der heute nach der Kreuzung mit der Urstadtstraße / Hermann-Milde-Straße und somit der Grenze zu Dottendorf die Fortsetzung der Hans-Riegel-Straße bildet. Die Bedeutung des Namens Langwartweg geht zurück auf den Flurnamen An der Langwart, einer Bezeichnung für einen, sich an der langgestreckten Weide hinziehenden Weg.
Hausdorffstraße
Die Hausdorffstraße ist die Hauptstraße Kessenichs und geht in Nord-Süd-Richtung von der Reuterstraße an der Grenze zur Südstadt, über Kessenich, bis an den Quirinusplatz in Dottendorf. Die gesamte Strecke wird auch von der Bonner Straßenbahn befahren. Benannt wurde sie im August 1949 nach Felix Hausdorff (1868–1942), einem deutschen, jüdischen Mathematiker und Professor an der Universität Bonn, der angesichts der bevorstehenden Deportation zusammen mit seiner Frau in den Freitod ging. Vor 1949 hieß die Straße ab 1915 Hindenburgstraße, nach Paul von Hindenburg (1847–1934). Davor hieß das Teilstück zwischen Reuterstraße und Pützstraße ab 1906 zeitweise Schumannstraße, als Verlängerung der Straße, die auch heute noch Schumannstraße heißt und nach der Kreuzung mit der Reuterstraße an die Hausdorffstraße anknüpft. Zwischen 1908 und 1910 hieß der Abschnitt zwischen heutiger Eduard-Otto-Straße und Pützstraße Neue Kirchstraße, bis auch dieses Teilstück in Schumannstraße umbenannt wurde und wenige Jahre später dann in Hindenburgstraße.
Hauweg
Der Hauweg ist größtenteils ein asphaltierter Waldweg zwischen Robert-Koch-Straße und Rosenburgweg. Er befindet sich fast ausschließlich auf dem Gebiet des Bonner Stadtteils Venusberg, bildet aber kurz vor einer Weggabelung mit dem Rosenburgweg die Grenze zwischen Kessenich und Venusberg. Seinen heutigen Namen trägt der Hauweg seit 1949. Davor gehörte er von 1938 bis 1945 zur Hermann-Göring-Straße, benannt nach Hermann Göring.
Heinrich-Körner-Straße
Zwischen Luisenstraße und Bonner Talweg. Benannt im August 1949 nach Heinrich Körner (1892–1945), christlicher Gewerkschaftsführer und Widerstandskämpfer gegen das NS-Regime, der seit 1923 in Bonn lebte.
Heinrich-Lützeler-Straße
Zwischen Hospitalweg und Graf-Stauffenberg-Straße / Robert-Koch-Straße. Die Heinrich-Lützeler-Straße bildet zwischen ihrer Einmündung in die Graf-Stauffenberg-Straße / Robert-Koch-Straße und dem Treppenaufgang von der Argelanderstraße hoch zur Heinrich-Lützeler-Straße die Grenze zwischen Kessenich und Poppelsdorf. Benannt wurde sie nach Heinrich Lützeler (1902–1988), deutscher Kunsthistoriker und Dekan der Universität Bonn.
Hermann-Milde-Straße
Zwischen Hans-Riegel-Straße / Langwartweg und Karl-Barth-Straße. Benannt im Februar 1953 nach Hermann Milde (1890–1939), Kaplan in Kessenich. Die Hermann-Milde-Straße verläuft entlang der Grenze Kessenichs zu Dottendorf.
Hugo-Haelschner-Straße
Stichstraße des Rheinwegs, an deren Ende sich die Füssenichgasse befindet, die eine Verbindung zur Burbacher Straße für Fußgänger darstellt. Benannt wurde sie im Dezember 1924 nach Hugo Haelschner (1817–1889), deutscher Rechtswissenschaftler und Professor der Universität Bonn. Davor hieß die Straße Neuer Weg.

## I
Im Sonnenpütz
Der längste Teil der Straße Im Sonnenpütz, die sich zwischen Bergstraße und Hindenburgplatz befindet, liegt in Dottendorf. Nur ein kleiner Abschnitt, kurz vor der Einmündung in die Bergstraße gehört zum Kessenicher Gebiet. Ihren heutigen Namen trägt die Straße seit 1978. Davor hieß sie seit 1904 Junkerstraße und gehörte bis 1915 zu einer deutlich längeren Junkerstraße, die bis zum Quirinusplatz ging. Ab 1915 wurde fast die gesamte Junkerstraße in Hindenburgstraße umbenannt und nur der Abschnitt, der heute Im Sonnenpütz heißt, behielt den alten Namen, bis er 1978 seinen aktuellen Namen bekam. Die restliche damalige Junkerstraße ist heute die Hausdorffstraße.
In der Lies
Zwischen Weidengarten und Bonner Talweg. Benannt im Juli 1992. Bei dem Namen In der Lies handelt es sich um eine alte Gewannbezeichnung. Vor dem Bau der Straße befanden sich hier Kleingärten.

## J
Johannes-von-Hanstein-Straße
Verbindungsstraße zwischen Julius-Plücker-Straße und Luisenstraße. Benannt im Februar 1953 nach Johannes von Hanstein (1822–1880), deutscher Botaniker und Direktor des Botanischen Gartens der Universität Bonn. Vor 1953 war diese Straße ein Privatweg und hieß Louisenstraße, benannt nach Luise von Mecklenburg-Strelitz (1776–1810). Dieser Name fand erste Erwähnung im Adressbuch im Jahr 1887.
Julius-Plücker-Straße
Zwischen Argelanderstraße und Geißlerstraße. Benannt im Februar 1953 nach Julius Plücker (1801–1868), deutscher Mathematiker und Physiker sowie Professor an der Universität Bonn. Vorher hieß die Straße bereits seit Februar 1951 Plückerstraße.

## K
Kallenweg
Der Kallenweg befindet sich zwischen der Bergstraße und der Gustav-Oel-Straße. Der längste Teil ist ein Fußgängerweg und gehört zu Dottendorf. Der Abschnitt, der für, von der Bergstraße kommende Autos noch befahrbar ist, gehört zu Kessenich. Erste Erwähnung im Adressbuch findet der Kallenweg 1956. Es handelt sich um einen Flurnamen.
Karl-Barth-Straße
Zwischen Rheinweg und Dottendorfer Straße. Die Karl-Barth-Straße gehört vom Rheinweg bis zur Einmündung der Hermann-Milde-Straße zu Kessenich. Die wenigen Meter weiter in Richtung Süden bis zur Einmündung der Straße Wasserland bildet die Karl-Barth-Straße die Grenze zwischen Kessenich und Dottendorf. Ab hier gehört die Karl-Barth-Straße bis zu ihrem Ende an der Kreuzung mit der Dottendorfer Straße zu Dottendorf. Ihren heutigen Namen trägt sie seit Januar 1978. Karl Barth war ein Schweizer Theologe und Professor an der Universität Bonn. Vorher hieß die Straße ab Juli 1904 Germanenstraße. Davor trug sie den Namen Oberster Weg
Karthäuserplatz
Zwischen Nikolausstraße / Pützstraße und Mechenstraße / Karthäuserstraße. Benannt wurde er im Juli 1904, in Anlehnung an einen Hof der Kölner Kartause. Davor hieß der Platz Markt und bis 1822 noch Auf dem Bungert oder Bungert. Dieser Name ist eine alte Bezeichnung für einen Baumgarten und findet im Zusammenhang mit dem heutigen Karthäuserplatz bereits im Jahr 1440 erste Erwähnung.
Karthäuserstraße
Zwischen Karthäuserplatz / Mechenstraße und Bergstraße. Die Karthäuserstraße trägt ihren Namen seit Januar 1978. Davor hieß sie seit August 1938 Holzgasse.
Kessenicher Straße
Zwischen Bergstraße und Im Bachele. Nur der Abschnitt zwischen Bergstraße und Urstadtstraße gehört zu Kessenich. Der restliche Teil der Kessenicher Straße gehört bis zum Übergang in die Straße Im Bachele zu Dottendorf.

## L
Lahnweg
Zwischen Rheinweg und Ahrweg. Benannt im Februar 1939 nach der Lahn, Nebenfluss des Rheins.
Loeschckestraße
Zwischen Karl-Barth-Straße und Rurweg. Benannt im Dezember 1955 nach Georg Loeschcke (1852–1915), Archäologe, Professor an der Uni Bonn und Gründer des Archäologischen Instituts der Universität.
Lotharstraße
Zwischen Bonner Talweg und Argelanderstraße. Benannt im Juli 1904 nach Lothar I. (795–855), fränkischer König und Kaiser. Vor 1904 hieß die Straße Peterstraße, nach einer damaligen Heilanstalt eines Dr. Peter.
Luisenstraße
Verbindungsstraße zwischen Reuterstraße und Bonner Talweg. Benannt 1887 nach Luise von Mecklenburg-Strelitz (1776–1810). Der Abschnitt zwischen Argelanderstraße und Reuterstraße liegt in Poppelsdorf.

## M
Markusplatz
Der Markusplatz befindet sich zwischen Markusstraße und Burbacher Straße. Die erste Erwähnung im Adressbuch stammt von 1949/50. Benannt wurde er nach Adolph Marcus (1793–1857), Buchhändler, Drucker und Verleger und seinem Sohn Gustav Marcus (1820–1895), der des Vaters Geschäft übernahm.
Markusstraße
Zwischen Eduard-Otto-Straße und Rheinweg. Erstmals erwähnt wurde dieser Straßenname im Jahre 1901. Er geht ebenfalls auf die Familie Marcus (siehe Markusplatz) zurück. Vor 1901 trug die Straße den Namen Sandkaule, der sich auf eine Sandgrube oder allgemein sandiges Gelände bezieht.
Mechenstraße
Zwischen Bergstraße und Karthäuserstraße / Karthäuserplatz. Der Name wurde erstmals 1822 erwähnt und geht entweder auf die Zusammenziehung der beiden Wörter Am Eichen zurück oder es handelt sich um eine Ableitung des Wortes Mechen von Mörtemsgasse (Märtyrergasse).
Moselweg
Zwischen Rheinweg und Gierenweg. Benannt im Dezember 1926 nach der Mosel, Nebenfluss des Rheins.

## N
Naheweg
Zwischen Saarweg und Moselweg. Erstmalige Erwähnung im Adressbuch im Jahr 1956. Benannt nach der Nahe, Nebenfluss des Rheins.
Nikolausstraße
Zwischen Pützstraße / Karthäuserplatz und Bonner Talweg / Rosenburgweg. Die Nikolausstraße wurde im Juli 1904 nach dem Heiligen Nikolaus, dem Pfarrpatron in Kessenich, benannt. Vor 1904 hieß sie Kirchstraße. Noch weiter davor und seit 1822 war die Nikolausstraße in die Straße An der Kirche (Hausnummer 1–12) und die Kirchgasse (Hausnummer 13–21) aufgeteilt.

## O
Oskar-Walzel-Straße
Die Oskar-Walzel-Straße befindet sich zwischen Reuterstraße und An der Elisabethkirche und somit fast komplett in der Bonner Südstadt. Nur ein kleiner Teil der Straße, von der Reuterstraße bis zur Unterquerung der Reuterbrücke gehört zu Kessenich. Die Oskar-Walzel-Straße wurde nach Oskar Walzel (1864–1944) benannt, einem österreichischen Literaturwissenschaftler und Professor an der Universität Bonn. Sie trägt ihren Namen seit Januar 1978. Vorher hieß sie seit Juni 1901 Godesberger Straße.

## P
Pützstraße
Die Pützstraße, die sich zwischen Nikolausstraße / Karthäuserplatz und Burbacherstraße befindet, ist im Abschnitt zwischen Hausdorffstraße und Burbacherstraße, die Einkaufsstraße im Zentrum Kessenichs, mit vielen Einzelhandelsgeschäften und einem Supermarkt. Erste Erwähnung findet die Pützstraße bereits im Jahr 1822. Der Name Pütz bezeichnet im Rheinländischen Dialekt einen Brunnen. Er ist abgeleitet von lateinisch „Puteus“, Brunnen, oder französisch „Puits“.

## R
Renoisstraße
Zwischen Reuterstraße und Heinrich-Körner-Straße. Die Straße wurde im August 1949 nach Otto Renois (1882–1933) benannt. Der kommunistische Stadtverordnete wurde am 4. April 1933 ermordet und gilt als erstes Todesopfer des NS-Regimes in Bonn.
Reuterstraße
Die Reuterstraße ist eine wichtige Verbindungsstraße in Bonn. Sie führt von der Auf- und Abfahrt der Bonner Stadtautobahn A565 bis zur B9, die ab dieser Stelle in Richtung Norden Adenauerallee und in Richtung Süden Willy-Brandt-Allee heißt. Zwischen der Kreuzung mit der Argelanderstraße und der Stelle, an der die Straße als Reuterbrücke (erbaut 1962–1964) die Bahngleise überquert, bildet sie die Grenze zwischen Kessenich und der Südstadt. Ihren jetzigen Namen trägt die Reuterstraße seit Juli 1904. Vorher hieß sie Reuterweg (auch Reutersweg). Reuter ist eine alte Form von Reiter. Die Straße wurde u. a. von den Kurfürsten als Jagd-, Reit- oder Kurierweg benutzt.
Rheinweg
Der Rheinweg führt von der Burbacher Straße bis zur Willy-Brandt-Allee (B9). Zu Kessenich gehört der Abschnitt zwischen Burbacher Straße und Bahnschienen. Der restliche Teil gehört zur Gronau. Erstmals im Adressbuch erwähnt wurde der Rheinweg im Jahr 1822. Der Rheinweg führt in Richtung Rhein. Von seinem östlichen Ende sind es nur noch wenige hundert Meter bis zum Rheinufer.
Robert-Brach-Gasse
Die Robert-Brach-Gasse ist ein Fußweg, der die Burbacher Straße mit der Usener Straße verbindet. Er wurde im Februar 1992 nach Robert Brach (1922–1990) benannt, der stellvertretender Ortsausschussvorsitzender von Kessenich und Präsident des gemischten Chores Cäcilia war.
Robert-Koch-Straße
Die Robert-Koch-Straße, die sich zwischen Heinrich-Lützeler-Straße / Graf-Stauffenberg-Straße und den Universitätskliniken befindet, liegt fast ausschließlich in den Stadtteilen Poppelsdorf und Venusberg. Sie führt von Poppelsdorf und Kessenich kommend hoch auf den Venusberg. An einer kleinen Stelle in der Nähe der Kliniken befindet sich an der Robert-Koch-Straße die Grenze zwischen Kessenicher Gebiet und Venusberg. Außerdem befindet sich die Grenze zwischen Poppelsdorf und Kessenich am Übergang der Robert-Koch-Straße in die Graf-Stauffenberg-Straße. Die Straße wurde nach dem deutschen Mediziner und Bakteriologen Robert Koch (1843–1910) benannt. Davor trug sie den Namen Zeppelinstraße. Die Umbenennung erfolgte in zwei Schritten. Das erste Teilstück wurde bereits im Februar 1951 umbenannt, der zweite Abschnitt endgültig erst ab Januar 1978.
Rosenburgweg
Der Rosenburgweg führt ab der Weggabelung mit der Nikolausstraße und dem Bonner Talweg hoch bis auf den Venusberg, wo er an der Kreuzung mit dem Hauweg, dem Rheinhöhenweg und dem Weg An der Casselsruhe endet. Der Rosenburgweg geht in Richtung Venusberg nach einer Weile in einen asphaltierten Waldweg über. Auf den letzten Metern bildet er die Grenze zwischen den Stadtteilen Venusberg und Kessenich. Ihren Namen verdankt die Straße der Rosenburg, die sich am Rosenburgweg befindet. Erstmals erwähnt wurde der Straßenname im Jahr 1900.
Rurweg
Zwischen Loeschckestraße, Gierenweg und Erftweg. Benannt wurde die Straße im Februar 1955 nach der Rur, einem Nebenfluss der Maas.

## S
Saarweg
Zwischen Gierenweg und Moselweg. Erstmals im Adressbuch erwähnt wurde die Straße, die nach der Saar benannt ist, im Jahr 1956.
Siegweg
Zwischen Gierenweg / Naheweg / Moselweg und dem Park Wasserland. Benannt im März 1998 nach der Sieg, Nebenfluss des Rheins.

## U
Urstadtstraße
Zwischen Hausdorffstraße und Langwartweg / Hans-Riegel-Straße. Die Urstadtstraße bildet im Abschnitt zwischen Langwartweg / Hans-Riegel-Straße und Kessenicher Straße die Grenze zwischen Kessenich und Dottendorf. Benannt wurde sie im April 1955 nach Ernst Urstadt (1871–1943), einem Mediziner und Arzt für beide Stadtteile.
Usenerstraße
Zwischen Karl-Barth-Straße und Franz-Bücheler-Straße. Benannt im Februar 1953 nach Hermann Usener (1834–1905), deutscher Altertumswissenschaftler und Professor an der Universität Bonn.

## W
Wasserland
Die Straße Wasserland ist eine Stichstraße der Karl-Barth-Straße und führt zum gleichnamigen Park. Die Straße ist Teil eines Neubaugebietes der 1970er-Jahre. Dieses befindet sich auf dem Gebiet eines ehemaligen Rheinarms. Der Name Wasserland ist darauf zurückzuführen, dass es dort früher stets sumpfig oder gar wasserführend war.
Weidengarten
Die Straße Weidengarten befindet sich zwischen der Hausdorffstraße und der Nikolausstraße. Erstmals erwähnt wurde der Name im Jahr 1891. Der Abschnitt zwischen In der Lies und Hausdorffstraße hieß von 1928 bis 1978 In der Gumme und geht ebenfalls auf den alten Rheinarm zurück (siehe Wasserland). Laut Amtsblatt der Stadt Bonn aus dem Jahr 1929 ist die Straße über die Hausdorffstraße (damals Hindenburgstraße) hinaus, bis zur Burbacher Straße (damals Burgstraße) verlängert worden. Eine solche Straße gibt es jedoch heute nicht.
Wichernstraße
Zwischen Franz-Bücheler-Straße und Karl-Barth-Straße. Benannt im März 1954 nach Johann Hinrich Wichern (1808–1881), evangelischer Theologe und Begründer der Inneren Mission der evangelischen Kirche.
Wolterstraße
Verbindungsstraße zwischen Hausdorffstraße und Burbacher Straße. Seit Mai 1912 nach dem Kessenicher Pfarrer Friedrich Wilhelm Franz Wolter (1838–1911) benannt. Vor 1912 hieß die Wolterstraße Enggässchen und im Volksmunde wurde sie auch nach dem Metzger Homann Homannsgäßchen genannt, der eigentlich in der Burbacher Straße 163 in unmittelbarer Nähe der Wolterstraße ansässig war.